# Mohamed Er Rafai
Mohamed Amine Er Rafai (Taza, 8 februari 1989) is een Marokkaans wielrenner. In 2014 nam hij deel aan het wereldkampioenschap op de weg in Ponferrada.

## Overwinningen
2015
2e etappe Ronde van Burkina Faso
2016
1e etappe Ronde van Kameroen
Eindklassement Ronde van Kameroen

## Resultaten in voornaamste wedstrijden
| Jaar |  | WK op de weg |
| ---- |  | ------------ |
| 2014 |  | opgave       |